# Goliarden

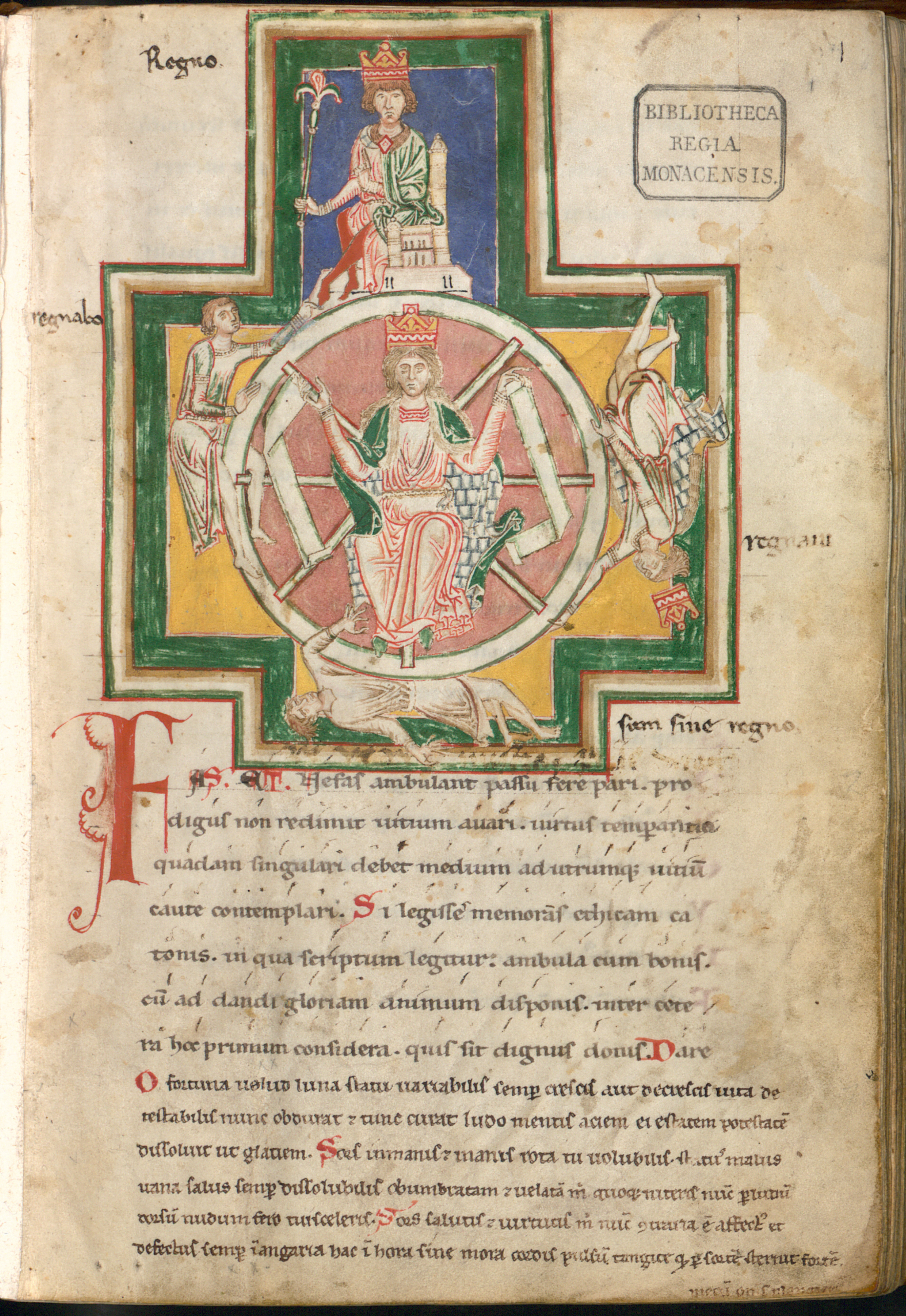
Een afbeelding van de Carmina Burana; een collectie van liederen van goliarden.

Goliarden waren vagebonderende studenten en geestelijken in de Late Middeleeuwen.

## Etymologie
De herkomst van het woord is onzeker. Mogelijk is de term afgeleid van het Latijn gula (gulzigheid) of van het Italiaanse gagliardo (waaghals). Andere mogelijkheden zijn het Provençaalse gualiar (bedrieger) en de bijbelse reus Goliath, verwijzend naar diens monstruositeit.

## Middeleeuwen
In de Middeleeuwen waren de goliarden groepen rondtrekkende studenten (vaak geestelijken). Zij stonden bekend om hun drankgebruik, luidruchtigheid en intellectuele debatten. Bijeenkomsten van goliarden werden vaak opgeluisterd met muziek en toneelspel, geheel tegen de regels van Benedictus die juist standvastigheid en nederigheid eisen.
In de dorpen en steden waren ze een graag geziene groep, waarschijnlijk door hun maatschappijkritiek.
Zo zijn er verhalen bekend van groepen goliarden die dorpsfeesten hebben opgeluisterd. Ook waren ze regelmatige bezoekers van jaarmarkten. Ze worden ook wel als de opvolgers van de vaganten gezien.

## Goliardenliederen
De liederen waren in het Latijn geschreven en gingen over wijn, satiren en vrouwen. De vroegste bekendste bundel is de "Carmina Burana" die dateert uit de 11e eeuw. De gedichten waren met neumen genoteerd. Daardoor kon niet alles gereconstrueerd worden.

## Tegenwoordig
Heden ten dage zijn er in de Nederlandse studentensteden nog steeds groepen studenten die zich goliarden noemen. Deze groepen zijn over het algemeen niet verbonden aan studentenverenigingen.